# Neck Deep (álbum)
Neck Deep  es el quinto álbum de estudio de la banda de rock galesa Neck Deep, fue lanzado el 19 de enero de 2024 por Hopeless Records. Este es el primer álbum de la banda sin el baterista original Dani Washington, ya que dejó la banda en mayo de 2022. Fue reemplazado por el técnico de batería de la banda, Matt Powles.

## Antecedentes y lanzamiento
La mayor parte del álbum se grabó en el propio estudio de la banda en Wrexham, Gales, además de la batería, que se grabó en Treehouse Studio en Inglaterra. Fue mezclado en Los Ángeles, California. El álbum está producido y diseñado por el bajista Seb Barlow. Esta es la primera vez que produce y diseña un álbum de Neck Deep desde su álbum debut de 2014, Wishful Thinking. El sencillo principal, "Heartbreak of the Century", se lanzó el 15 de febrero de 2023, junto con un vídeo musical.
El 9 de agosto de 2023 se lanzó el segundo sencillo, "Take Me with You", junto con un vídeo musical. En la misma fecha, el líder Ben Barlow anunció que la banda actuaría en el Alexandra Palace de Londres, Inglaterra, el 28 de marzo de 2024, con Knuckle Puck y Drain.
El álbum se anunció oficialmente el 27 de septiembre de 2023, junto con el lanzamiento del tercer sencillo, "It Won't Be Like This Forever" y su vídeo musical. El cuarto sencillo, "We Need More Bricks", se lanzó el 16 de noviembre de 2023.
El 13 de noviembre de 2023, se anunció que la banda tocaría en el festival When We Were Young el 19 de octubre de 2024.

## Lista de canciones
| N.º | Título                               | Duración |  |
| 1.  | «Dumbstruck Dumbfuck»                | 2:58     |  |
| 2.  | «Sort Yourself Out»                  | 3:13     |  |
| 3.  | «This Is All My Fault»               | 3:09     |  |
| 4.  | «We Need More Bricks»                | 3:48     |  |
| 5.  | «Heartbreak of the Century»          | 3:49     |  |
| 6.  | «Go Outside!»                        | 3:07     |  |
| 7.  | «Take Me with You»                   | 3:17     |  |
| 8.  | «They May Not Mean To (But They Do)» | 3:08     |  |
| 9.  | «It Won't Be Like This Forever»      | 3:27     |  |
| 10. | «Moody Weirdo»                       | 3:17     |  |

## Personal
Neck Deep
- Ben Barlow – voz principal
- Sam Bowden - guitarra
- Matt West - guitarra
- Seb Barlow - bajo
- Matt Powles – Batería